# Fuzion
Fuzion TV es un programa de televisión sobre deportes de acción, extremos y alternativos, cultura urbana y videojuegos. Es realizado en Mendoza (Argentina). También el programa fue emitido en Santiago de Chile, Perú y Buenos Aires.

## Historia
Fuzion nació como un hobby entre amigos a finales de 2002. Su creador Germán Tetu Peixoto compra un pequeño espacio televisivo en un cable local de la provincia de Mendoza y realiza 9 programas enfocados a un público de edades variadas con espíritu aventurero el cual se encuentra identificado. Fuzion se convierte en el primer programa de deportes extremos de Mendoza y todo cuyo.
En 2005 Fuzion vuelve a la televisión con el nombre Fuzionados y con un nuevo concepto televisivo. Incorpora nueva sección dando así la cobertura a bandas locales y nacionales referentes al rock, reggae y pop; y la cultura urbana de la provincia.
En 2006 Fuzion TV a lo largo de sus emisiones fue definiendo distintas aristas que le otorgaron personalidad.
En 2007 Fuzion se mantiene en contacto con parte de la producción del programa "Gravedad Zero" y comienza a formar parte del "GRZ channel" (canal en línea).
Realiza producciones en distintas localizaciones nacionales e internacionales, y se enriquece de productoras asociadas de Chile y Perú.
"El Cubo" desde Costa Rica, Extremosurmedia de Chile y Red Bull a nivel mundial.
En 2008 Fuzion TV comienza su nueva temporada emitiéndose en Mendoza a través de Canal 9 de Mendoza. Desde allí se conecta con toda su gente e incrementa su audiencia programa a programa. En 2009 realiza una coproducción con Extremosurmedia y llega al aire en Santiago de Chile a través de LIV TV señal abierta y por cable en GTD Manquehue Canal 28.
En 2010 Fuzion comienza una nueva temporada de verano emitiéndose para toda Argentina y gran parte de América a través de "América 24".
Durante todo el verano 2014, el equipo de Fuzion realiza por primera vez un programa radial a través de MDZ Radio donde mantiene contacto directo con los seguidores del programa y secciones sobre el deporte, entrevistas, música, tecnología, ecología y viajes.
Fuzion llega a Colombia y sus programas también se emiten en la aerolínea comercial de pasajeros LATAM.
En abril de 2015, Fuzion regresa a la pantalla para todo Chile a través de FOX Sports Chile, en Perú por Canal de aire ANQAtv para todo Lima, en Rosario por Canal 5 TeLeFe y en Mendoza por Canal 7 (digital 31).
Actualmente se puede ver el programa todos los Domingos a la medianoche por Canal 9.

### Medios
- Supercanal
- Canal 9 Televida
- LivTv (Santiago de Chile)
- America 24
- MDZ Radio
- Canal 7 (Mendoza)
- Canal 5 Rosario
- Fox Sports Chile
- Anqa TV